# بروك برلين
بروك برلين (بالإنجليزية: Brock Berlin)‏ هو لاعب كرة قدم أمريكية أمريكي، ولد في 4 يوليو 1981 في شريفبورت في الولايات المتحدة.

## وصلات خارجية
- بروك برلين على موقع مرجع كرة القدم المحترفة.كوم (الإنجليزية)